# Distretto di Hajrhandulaan
Il distretto di Hajrhandulaan è uno dei diciannove distretti (sum) in cui è suddivisa la provincia del Ôvôrhangaj, in Mongolia. Conta una popolazione di 3.510 abitanti (censimento 2008). 